# Vallée de la Blanche
Pour les articles homonymes, voir Vallée Blanche.
La vallée de la Blanche est une vallée des Alpes française située dans le Queyras, dans le département des Hautes-Alpes. Elle doit son nom au torrent qui la traverse : l'Aigue Blanche. On y retrouve le refuge de la Blanche à côté du lac de la Blanche, la carrière de marbre, la chapelle de Clausis, etc. Le GR58 y passe notamment.

## Géographie
Les montagnes qui clôturent cette vallée sont très hautes. On retrouve le pic de Caramantran (3 025 m), assez facile d'accès, ou encore la tête des Toillies (3 175 m), qui comporte quelques passages dangereux. Ces sommets ne sont pas accessibles en hiver par des débutants.
Le lac de la Blanche est accessible comme le refuge. Il est gelé en hiver.

## Carrière de marbre
À environ 2 300 mètres d'altitude, elle se situe sous la mine de cuivre. C'est en réalité une carrière de serpentine et non de marbre. Cette serpentine a servi notamment à édifier des éléments architecturaux comme les escaliers de l'opéra Garnier ou encore une partie du sarcophage de Napoléon Ier. Cette exploitation a cessé de fonctionner en 1931.

## Mine de cuivre
Elle est située à 2 400 mètres d'altitude. Cet emplacement d'extraction du cuivre a été reconnu dès l'Antiquité : une pièce de monnaie avec la figure de l'empereur romain Antonin le Pieux y a été trouvée. Mais les conditions devaient rendre la tâche d'extraction très compliquée. Au XIXe siècle, avec la technologie qui progresse, les galeries se sont allongées, les techniques d'extraction modernisées et automatisées, le transport des minerais a été rendu plus facile. Des inondations en 1957 ont affecté l'exploitation qui a fermé ses portes en 1961.

## Chapelle de Clausis
Cette chapelle a été construite en 1846 et a été rénovée en 1988. Elle se trouve au fond de la vallée. Une cérémonie y est organisée tous les 16 juillet réunissant les habitants de Saint-Véran et de Chianale, de chaque côté de la frontière franco-italienne.
Le GR58 passe par cette chapelle et différents chemins sont possibles afin d'y accéder :
- depuis  le village de Saint-Véran depuis le parking Sainte-Luce ;
- depuis le pont du Moulin, en contrebas, à la Chalp ;
- depuis le refuge Agnel, en passant par le col de Chamoussière.

On peut y accéder en été comme en hiver : la piste est tracée pour accueillir le ski de fond.

## Refuge de la Blanche
Ce refuge est moderne : il a été construit en 2006. En effet, l'ancien refuge était peu pratique. Il est par ailleurs plus grand que l'ancien. Sa capacité est d'environ 40 places. Il offre une vue sur le reste de la vallée et on peut apercevoir, dans le fond, des sommets du massif des Écrins. On peut y accéder par les mêmes moyens que pour la chapelle de Clausis et son accès est tracé en hiver. Son accès nécessite environ 2 h 30. Il est situé à 2 500 mètres et surplombe de quelques mètres le lac de la Blanche.